# 712 (szám)
A 712 (római számmal: DCCXII) egy természetes szám.

## A szám a matematikában
A tízes számrendszerbeli 712-es a kettes számrendszerben 1011001000, a nyolcas számrendszerben 1310, a tizenhatos számrendszerben 2C8 alakban írható fel.
A 712 páros szám, összetett szám, kanonikus alakban a 23 · 891 szorzattal, normálalakban a 7,12 · 102 szorzattal írható fel. Nyolc osztója van a természetes számok halmazán, ezek növekvő sorrendben: 1, 2, 4, 8, 89, 178, 356 és 712.
A 712 négyzete 506 944, köbe 360 944 128, négyzetgyöke 26,68333, köbgyöke 8,92949, reciproka 0,0014045. A 712 egység sugarú kör kerülete 4473,62794 egység, területe 1 592 611,546 területegység; a 712 egység sugarú gömb térfogata 1 511 919 227,8 térfogategység.